# Esarcato apostolico d'Italia

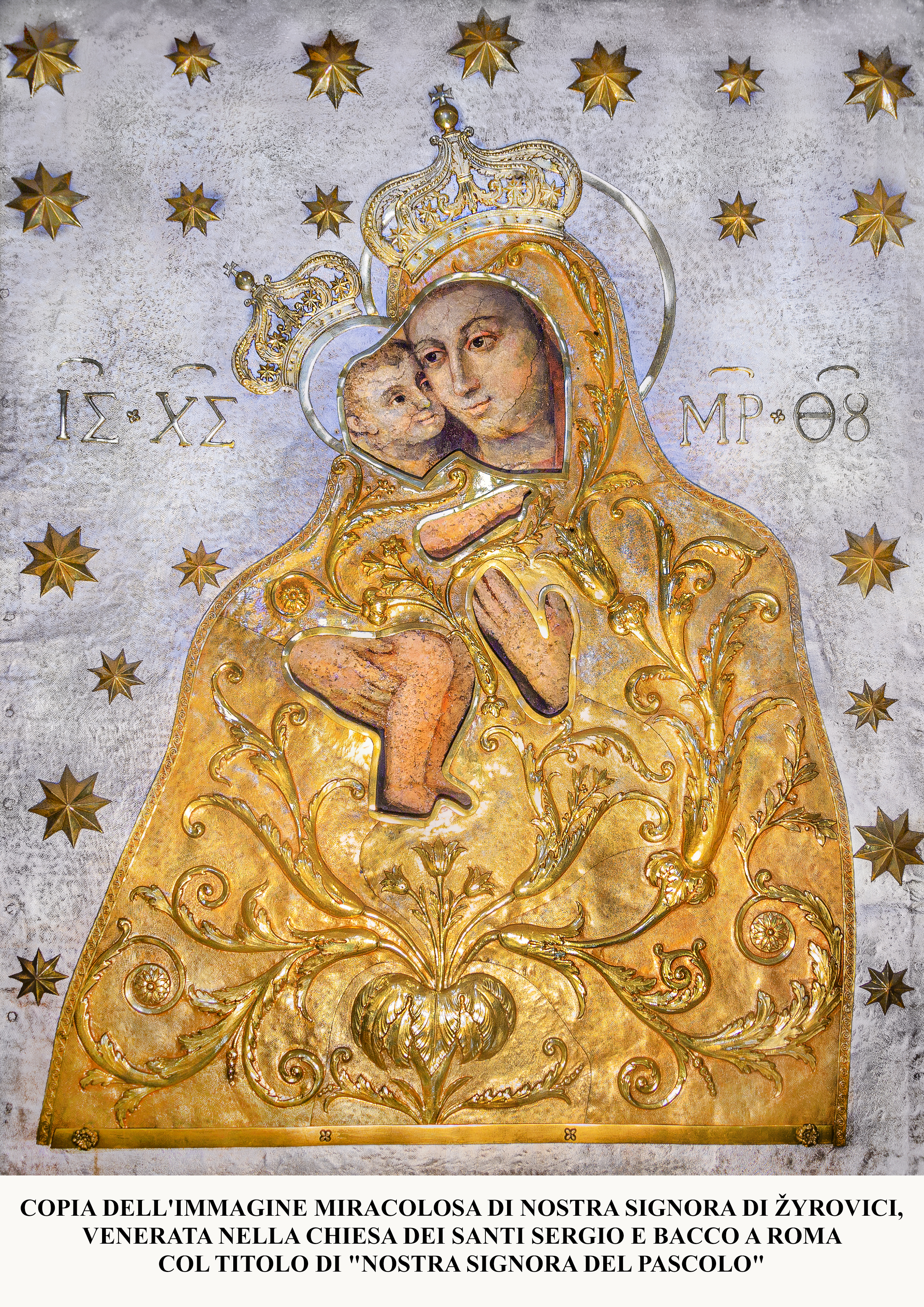
Copia dell'icona della Madre di Dio di Žyrovici conservata nella cattedrale dei Santi Sergio e Bacco degli Ucraini, a Roma, e nota come Nostra Signora del Pascolo.

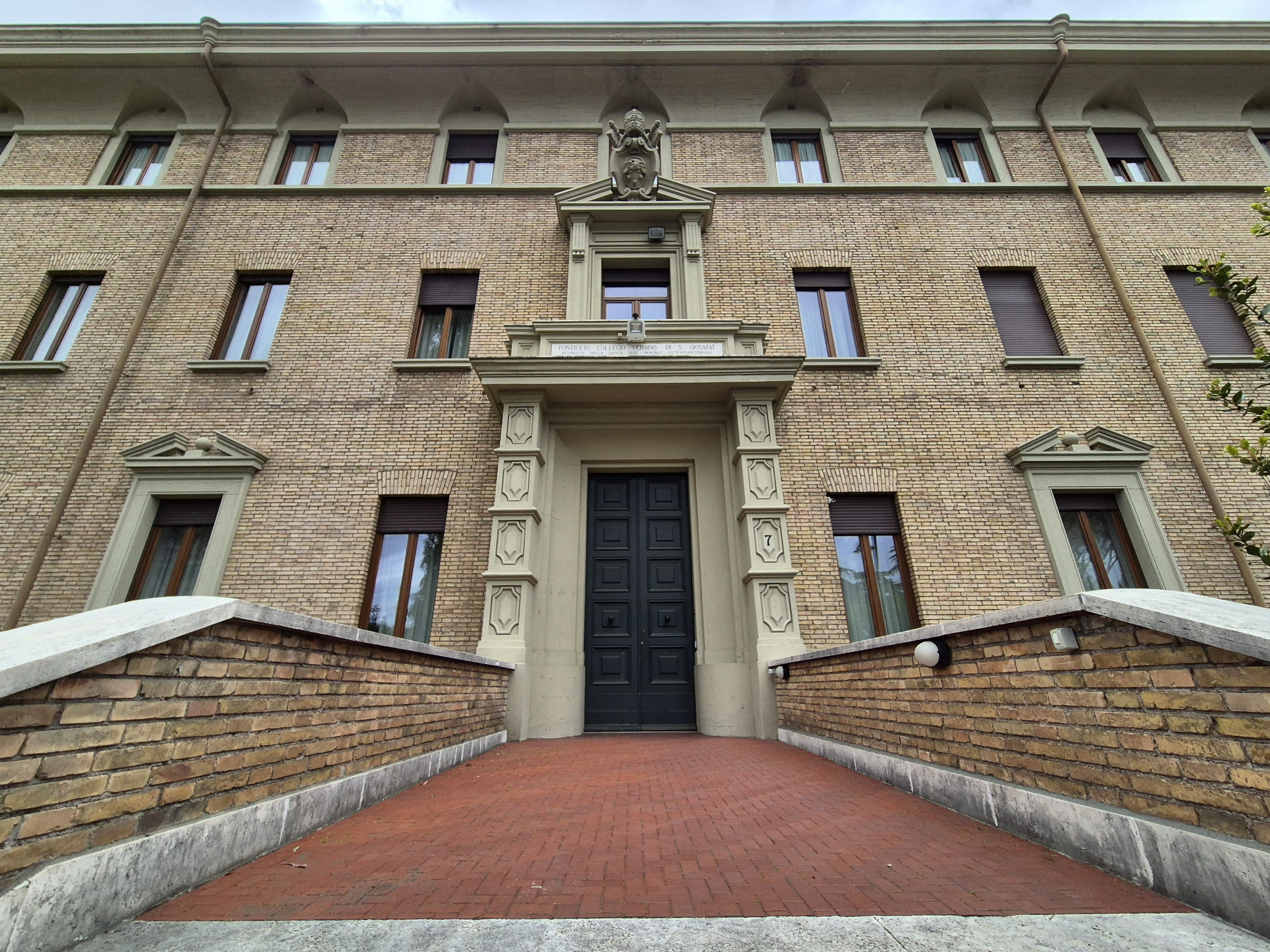
Il pontificio collegio ucraino di San Giosafat sul Gianicolo.

L'esarcato apostolico d'Italia (in latino Exarchatus Apostolicus Italiae) è una sede della Chiesa greco-cattolica ucraina, immediatamente soggetta alla Santa Sede. Nel 2023 contava 68.470 battezzati. La sede è vacante.

## Territorio
L'esarcato apostolico si estende a tutti i fedeli della Chiesa greco-cattolica ucraina in Italia e San Marino.
Sede dell'esarca è la città di Roma, dove si trova la cattedrale dei Santi Sergio e Bacco degli Ucraini, nella quale si venera l'icona della Madre di Dio di Žyrovici.

### Distretti pastorali
Dal 1º settembre 2021 l'esarcato è stato suddiviso in 5 distretti pastorali (o decanati), che raggruppano oltre 170 comunità:
- Distretto di Roma, che comprende 24 comunità nelle regioni Abruzzo, Lazio, Sardegna, Sicilia e Umbria;[3]
- Distretto di Napoli, che comprende 50 comunità nelle regioni Basilicata, Calabria, Campania, Molise e Puglia;[4]
- Distretto di Venezia, che comprende 27 comunità nelle regioni Friuli-Venezia Giulia, Trentino-Alto Adige e Veneto;[5]
- Distretto di Milano, che comprende 35 comunità nelle regioni Liguria, Lombardia, Piemonte e Valle d'Aosta;[6]
- Distretto di Firenze-Bologna, che comprende 38 comunità nelle regioni Emilia-Romagna, Marche e Toscana e nella Repubblica di San Marino.[7]

### Parrocchie
All'11 giugno 2025, l'esarcato apostolico era costituito da 10 parrocchie personali:
- la parrocchia della Natività della Beata Vergine Maria, eretta il 6 dicembre 2021, con sede nella chiesa del Carmine di Novara[8] e giurisdizione sui fedeli cattolici ucraini di rito bizantino residenti in Piemonte e Valle d'Aosta;[9]
- la parrocchia della Madre di Dio di Žyrovici e dei Santi Martiri Sergio e Bacco, eretta il 4 luglio 2022, con sede nella cattedrale dell'esarcato apostolico e giurisdizione sui fedeli cattolici ucraini di rito bizantino residenti nel territorio della diocesi di Roma e della sede suburbicaria di Ostia;[10]
- la parrocchia di San Michele, eretta il 19 marzo 2024, con sede nella chiesa di San Michele dei Leprosetti a Bologna e giurisdizione sui fedeli cattolici ucraini di rito bizantino residenti nelle province di Bologna, Ravenna e Forlì-Cesena;[11]
- la parrocchia dell'Immacolata Concezione, eretta il 15 maggio 2024, con sede nella chiesa della Beata Vergine della Neve a Bergamo e giurisdizione sui fedeli cattolici ucraini di rito bizantino residenti nelle province di Bergamo, Cremona e Sondrio;[12]
- la parrocchia dell'Immacolata Concezione, eretta il 15 maggio 2024, con sede nella chiesa della Madonna del Paradiso di Modena e giurisdizione sui fedeli cattolici ucraini di rito bizantino residenti nella provincia di Modena;[13]
- la parrocchia di San Michele Arcangelo, eretta il 3 giugno 2024, con sede nella chiesa dei Santi Simone e Giuda di Firenze e giurisdizione sui fedeli cattolici ucraini di rito bizantino residenti in Toscana e nella provincia della Spezia;[14]
- la parrocchia dei Santi Vladimiro e Olga, eretta il 20 agosto 2024, con sede nella chiesa di Sant'Antonio Abate ad Avellino e giurisdizione sui fedeli cattolici ucraini di rito bizantino residenti in Molise e in Puglia e nelle province di Avellino, Benevento e Matera;[15]
- la parrocchia di San Giorgio, eretta il 17 dicembre 2024, con sede nella chiesa di San Giorgio in Montefalcone a Pavia e giurisdizione sui fedeli cattolici ucraini di rito bizantino residenti nelle province di Pavia e di Lodi;[16]
- la parrocchia dei Santi Cirillo e Metodio, eretta il 23 gennaio 2025, con sede nella chiesa dei Santi Giovanni e Paolo a Rimini e giurisdizione sui fedeli cattolici ucraini di rito bizantino residenti nella provincia di Rimini e nell'intera regione Marche;[17]
- la parrocchia della Santissima Trinità, eretta l'11 giugno 2025, con sede nella chiesa dell'Immacolata Concezione a Caserta e giurisdizione sui fedeli cattolici ucraini di rito bizantino residenti nella provincia di Caserta.[18]

## Storia
A partire dagli anni novanta del XX secolo, la Chiesa greco-cattolica ucraina cominciò a prendersi cura dei fedeli cattolici residenti in Italia, grazie al sostegno dei seminaristi e dei preti ucraini che studiavano nelle università cattoliche di Roma. La chiesa dei Santi Sergio e Bacco di Roma divenne il centro di coordinamento dell'attività pastorale a favore dei fedeli cattolici ucraini di rito bizantino. Il 16 ottobre 2001, d'intesa con la Conferenza Episcopale Italiana, p. Vasyl Potochniak fu nominato coordinatore pastorale per gli ucraini residenti in Italia, iniziando così l'opera di formazione delle comunità di cattolici ucraini sparsi sul territorio nazionale. Nel 2003 si contavano circa 50 comunità di cattolici ucraini di rito bizantino.
Il 14 gennaio 2003 papa Giovanni Paolo II nominò Kyr Hlyb Borys Sviatoslav Lonchyna primo visitatore apostolico per i fedeli ucraini in Italia. Il lavoro congiunto del visitatore apostolico e del coordinatore pastorale portò ad un significativo aumento delle comunità cattoliche, che raggiunsero la cifra di quasi 70 nel 2005. Inoltre da questo momento iniziò anche la strutturazione della Chiesa cattolica ucraina di rito bizantino in Italia, con la creazione dei primi uffici curiali e di un segretariato. Il 19 gennaio 2009 Dionisij Ljachovič è subentrato a Lonchyna quale visitatore apostolico in Italia.
L'esarcato apostolico per i fedeli cattolici ucraini di rito bizantino residenti in Italia è stato eretto da papa Francesco l'11 luglio 2019 con la bolla Christo Salvatori.
Il 3 settembre seguente l'amministratore apostolico Angelo De Donatis ha nominato suo delegato ad omnia il vescovo Ljachovič, affidandogli la guida dell'esarcato. Il 24 ottobre 2020 il vescovo Ljachovič è stato nominato primo esarca apostolico.
Con decreto dell'esarca apostolico del 31 maggio 2021, a partire dal 1º settembre dello stesso anno le comunità ucraine dell'esarcato apostolico in Italia hanno adottato il calendario gregoriano.

## Cronotassi degli esarchi
Si omettono i periodi di sede vacante non superiori ai 2 anni o non storicamente accertati.
- Angelo De Donatis (11 luglio 2019 - 1º dicembre 2020 cessato) (amministratore apostolico)

- Dionisij Ljachovič, O.S.B.M. (24 ottobre 2020 - 7 marzo 2025 ritirato)
  - Hryhorij Komar[1], dal 7 marzo 2025 (amministratore apostolico)

## Statistiche
L'esarcato apostolico nel 2023 contava 68.470 battezzati.
| anno | popolazione | popolazione | popolazione | presbiteri | presbiteri | presbiteri | presbiteri                | diaconi | religiosi | religiosi | parrocchie |
| anno | battezzati  | totale      | %           | numero     | secolari   | regolari   | battezzati per presbitero | diaconi | uomini    | donne     | parrocchie |
| ---- | ----------- | ----------- | ----------- | ---------- | ---------- | ---------- | ------------------------- | ------- | --------- | --------- | ---------- |
| 2020 | 70.000      | ?           | ?           | 62         | 62         | -          | 1.129                     | -       | -         | -         | 1          |
| 2021 | 69.300      | ?           | ?           | 69         | 67         | 2          | 1.004                     | -       | 2         | -         | 1          |
| 2023 | 68.470      | ?           | ?           | 105        | 88         | 17         | 652                       | -       | 26        | 59        | 2          |

## Stemma
Interzato in calza rovesciata: al I di verde alla chiave d'oro posta in sbarra in capo, alla chiave d'argento posta in banda attraversante in decusse; al II d'argento, alla torta abbassata d'azzurro, caricata da tre spighe d'oro; al III di rosso alla croce in decusse d'oro posta in capo.
Ornamenti esteriori da esarca apostolico.
Lo stemma si basa sui colori del verde-bianco-rosso italiano (il bianco nello stemma corrisponde all'argento) e delle bandiere ucraine blu-gialle. Le due chiavi sono attributi di San Pietro come chiavi del Regno dei Cieli (Matteo 16:19). La croce in decusse è un attributo di Sant'Andrea. Le spighe rappresentano la rinascita della vita, fisica e spirituale, il suo risveglio su un nuovo terreno. Tre spighe possono anche essere associate al Tridente. La mitra episcopale, lo scettro, la croce processionale e la panagia indicano che è lo stemma della circoscrizione ecclesiastica. Lo stemma è realizzato secondo il sistema unificato dei simboli territoriali della Chiesa greco-cattolica ucraina.
L'autore del progetto è A. Hrečylo, presidente della Società araldica ucraina, dottore in scienze storiche.

## Galleria d'immagini

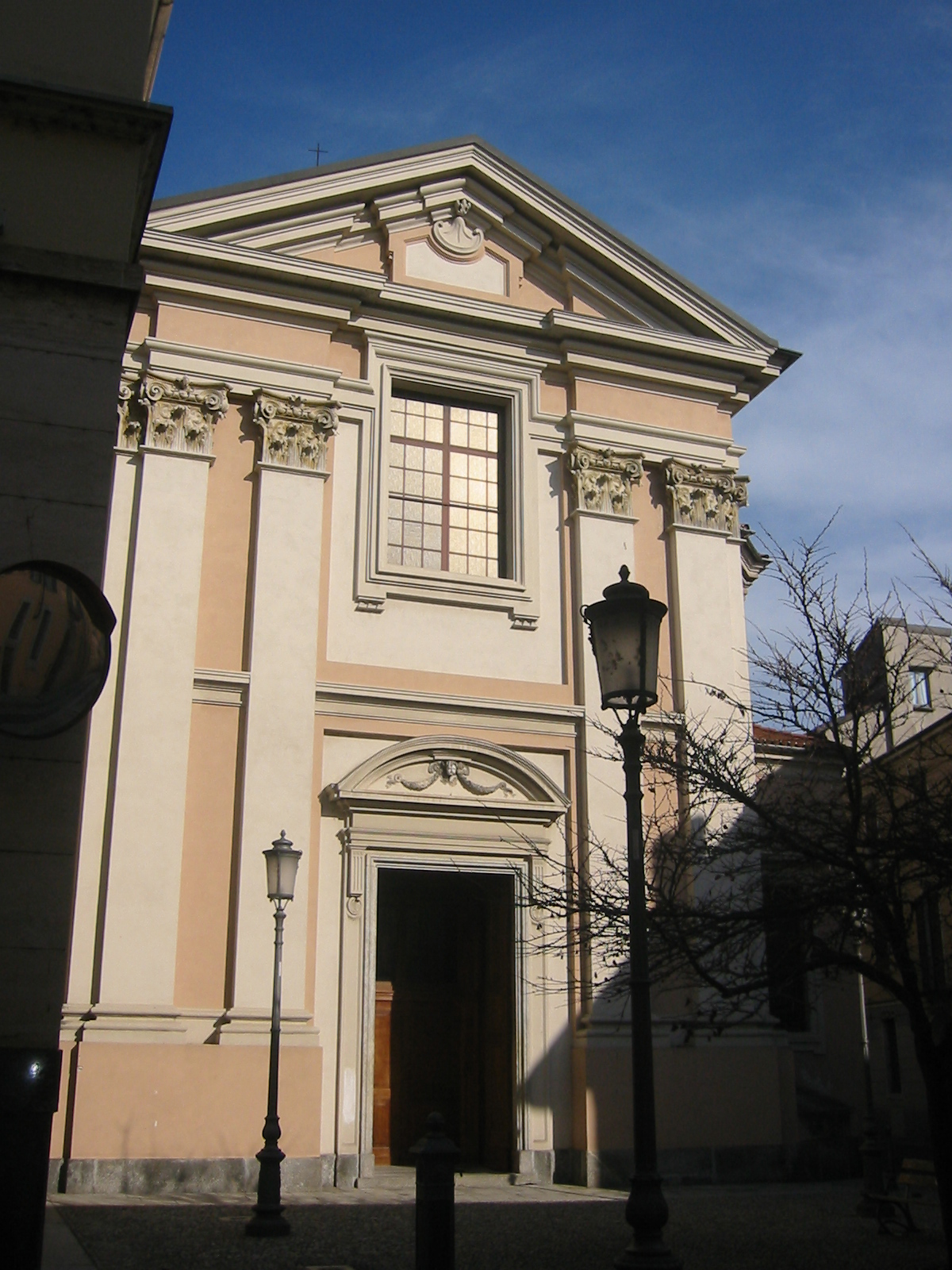
La chiesa del Carmine, sede della parrocchia personale di Novara
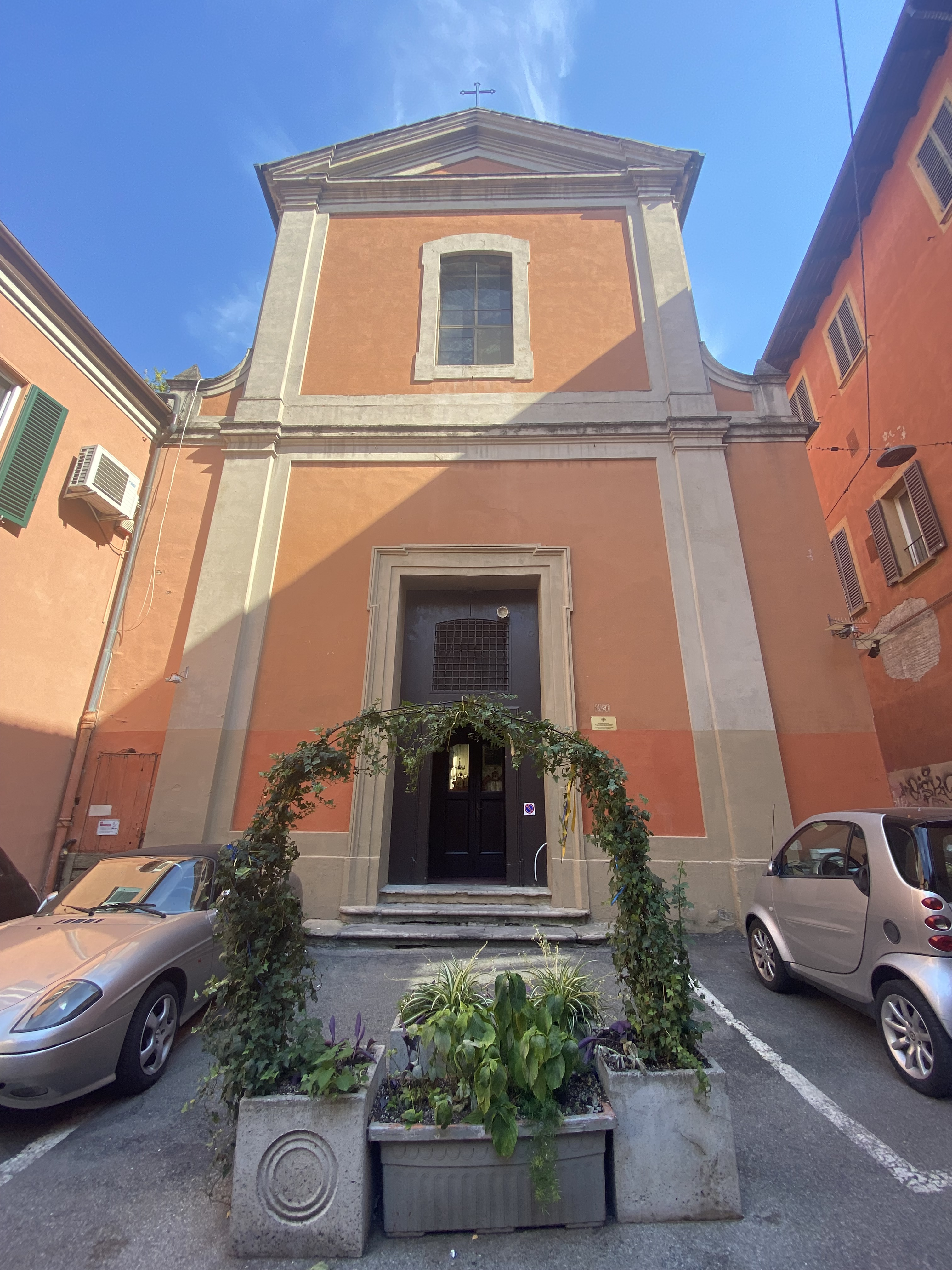
La chiesa di San Michele dei Leprosetti, sede della parrocchia personale di Bologna
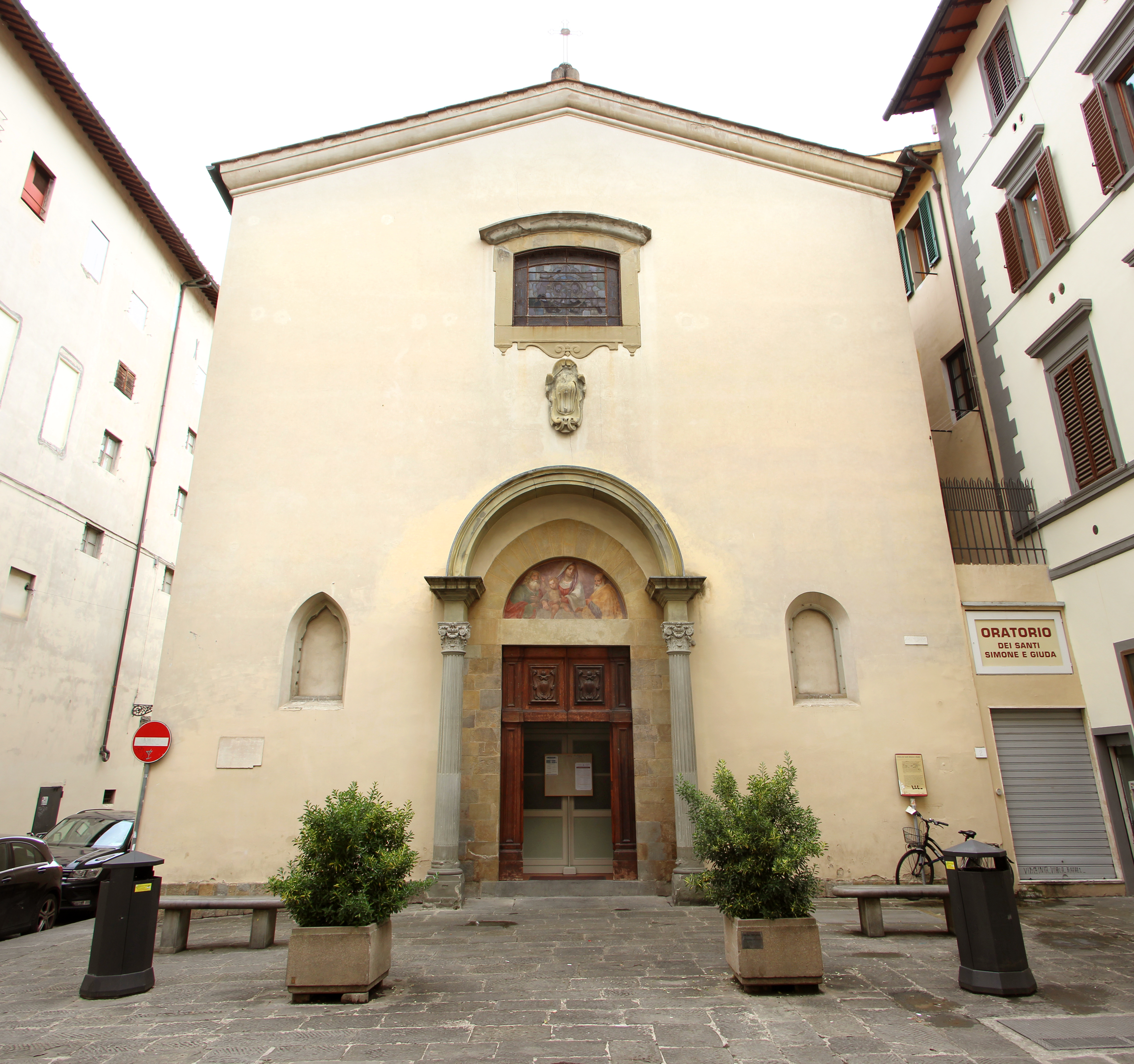
La chiesa dei Santi Simone e Giuda, sede della parrocchia personale di Firenze
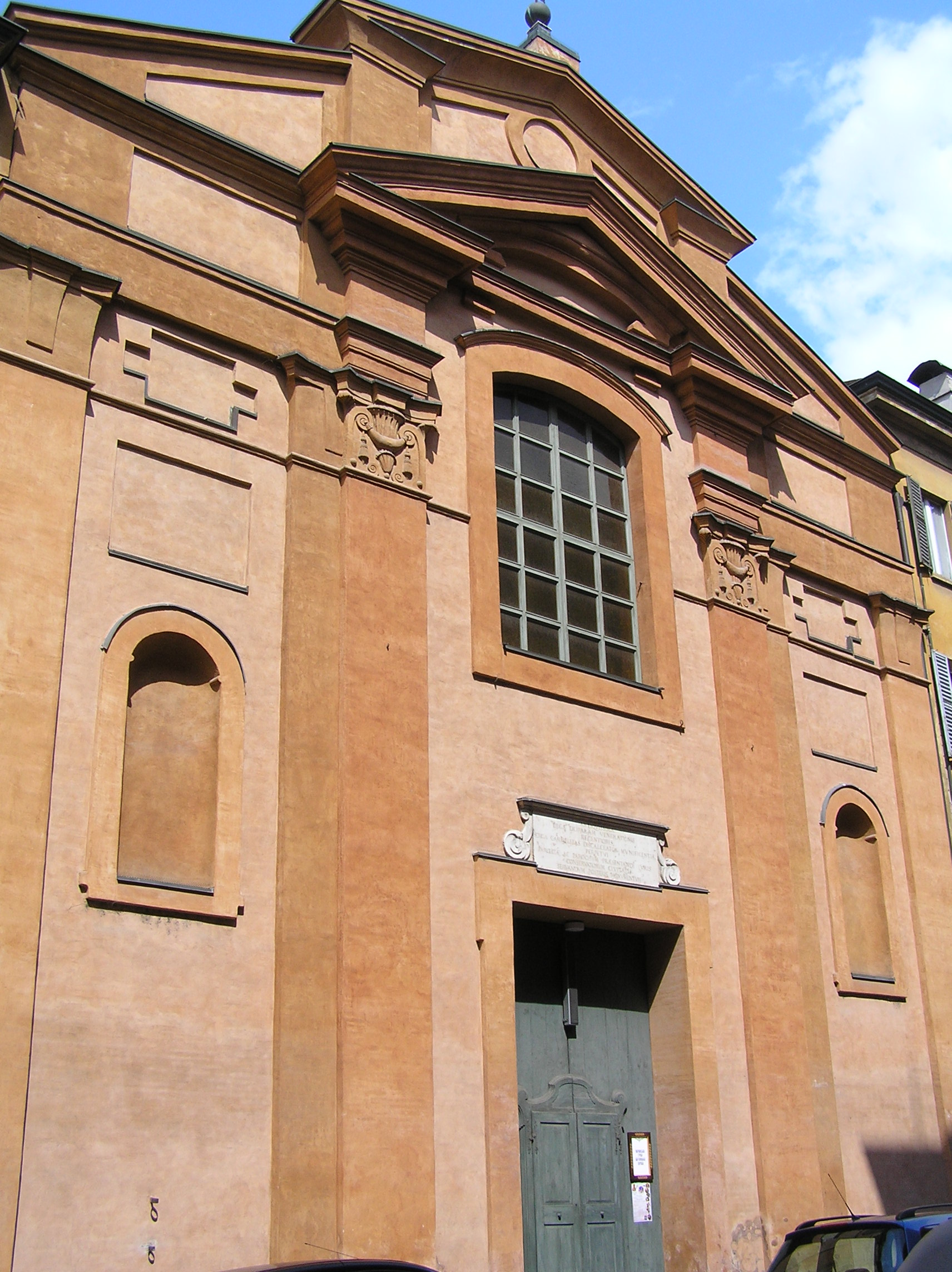
La chiesa della Madonna del Paradiso, sede della parrocchia personale di Modena
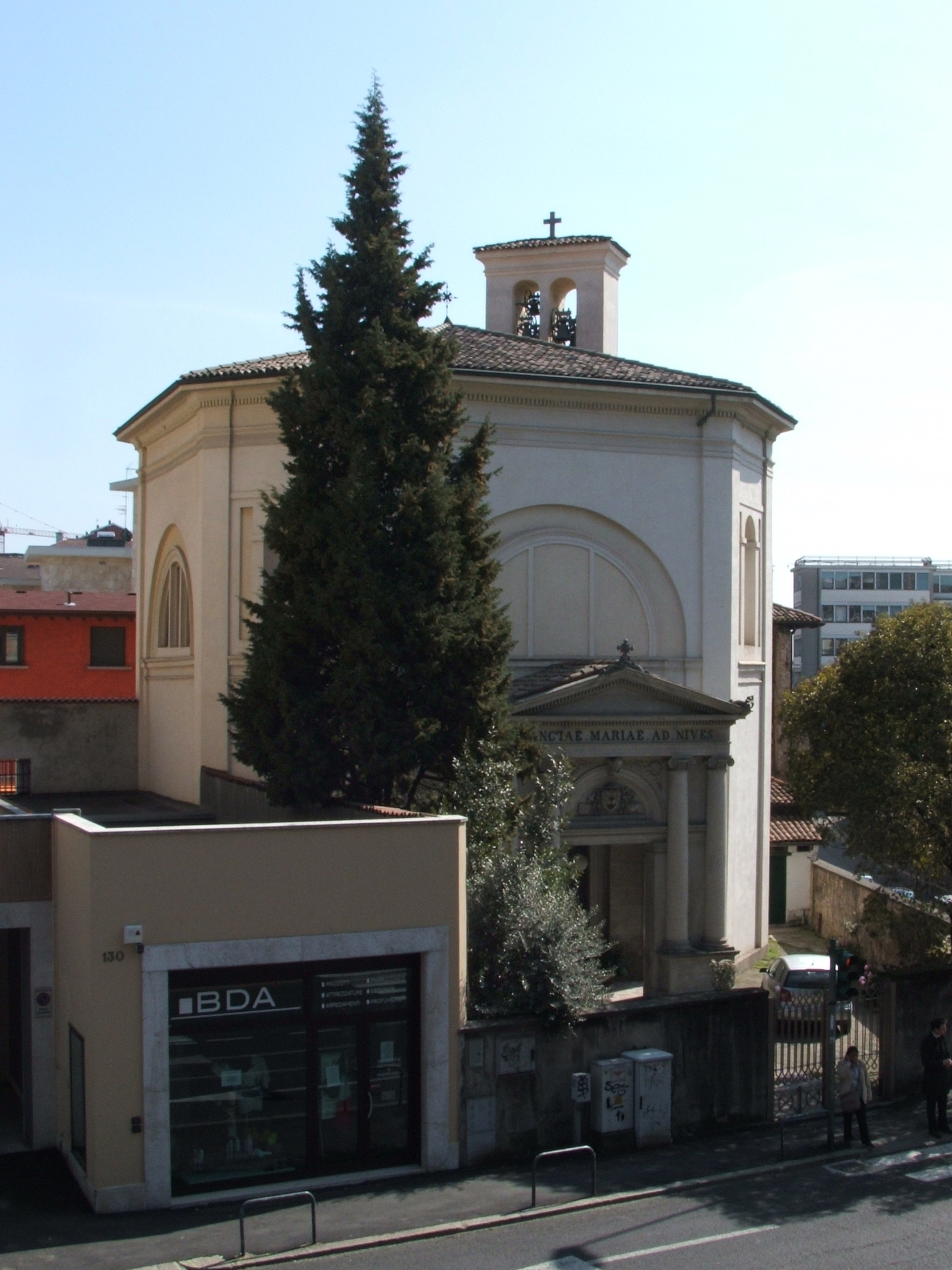
La chiesa della Madonna della Neve, sede della parrocchia personale di Bergamo
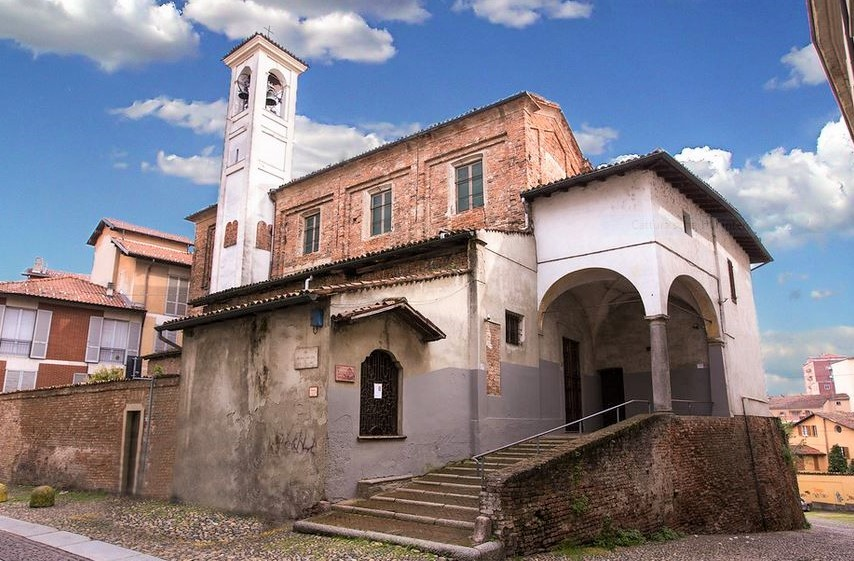
La chiesa di San Giorgio, sede della parrocchia personale di Pavia
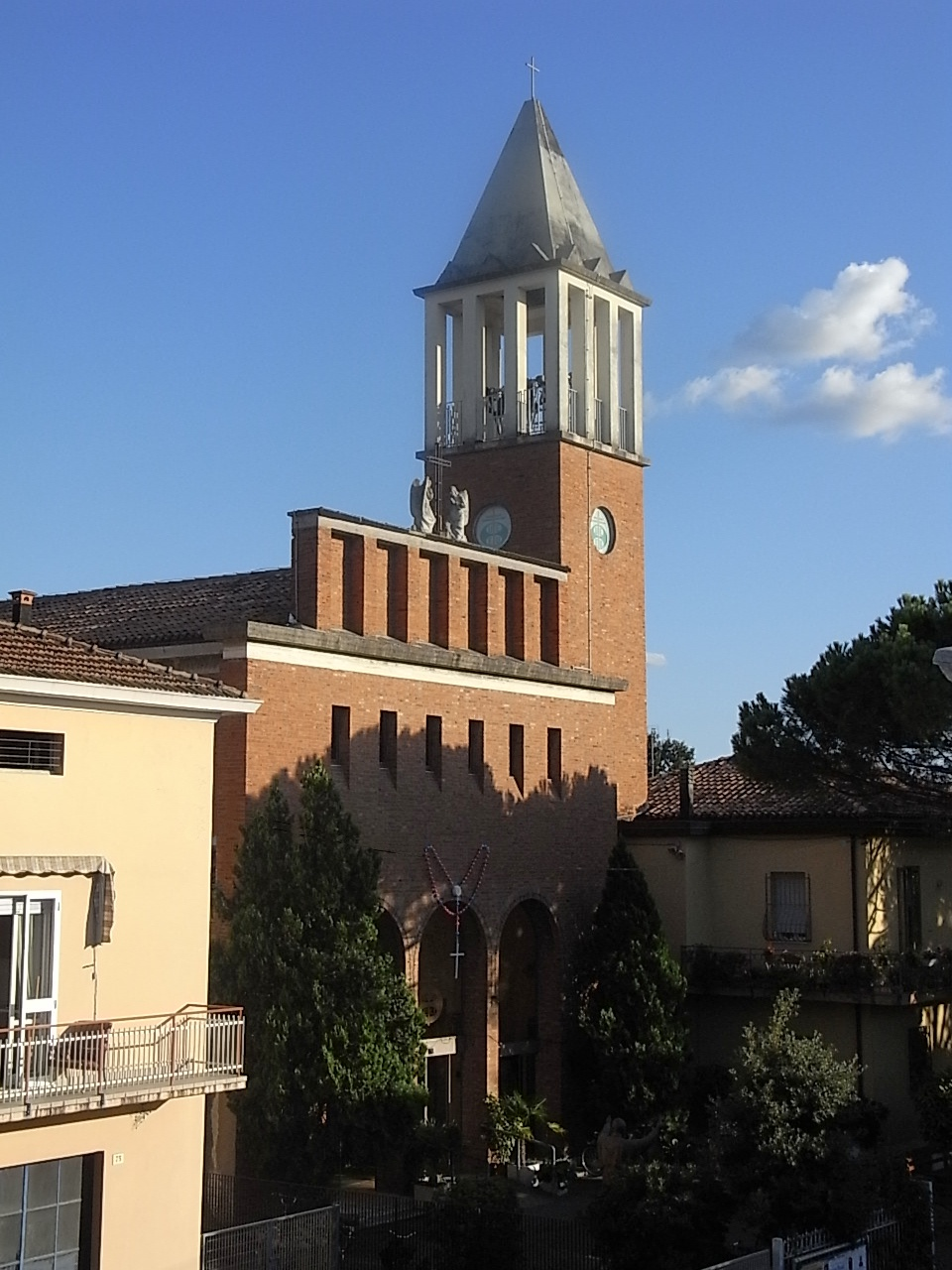
La chiesa dei Santi Giovanni e Paolo, sede della parrocchia personale di Rimini